# Attackhelikopter

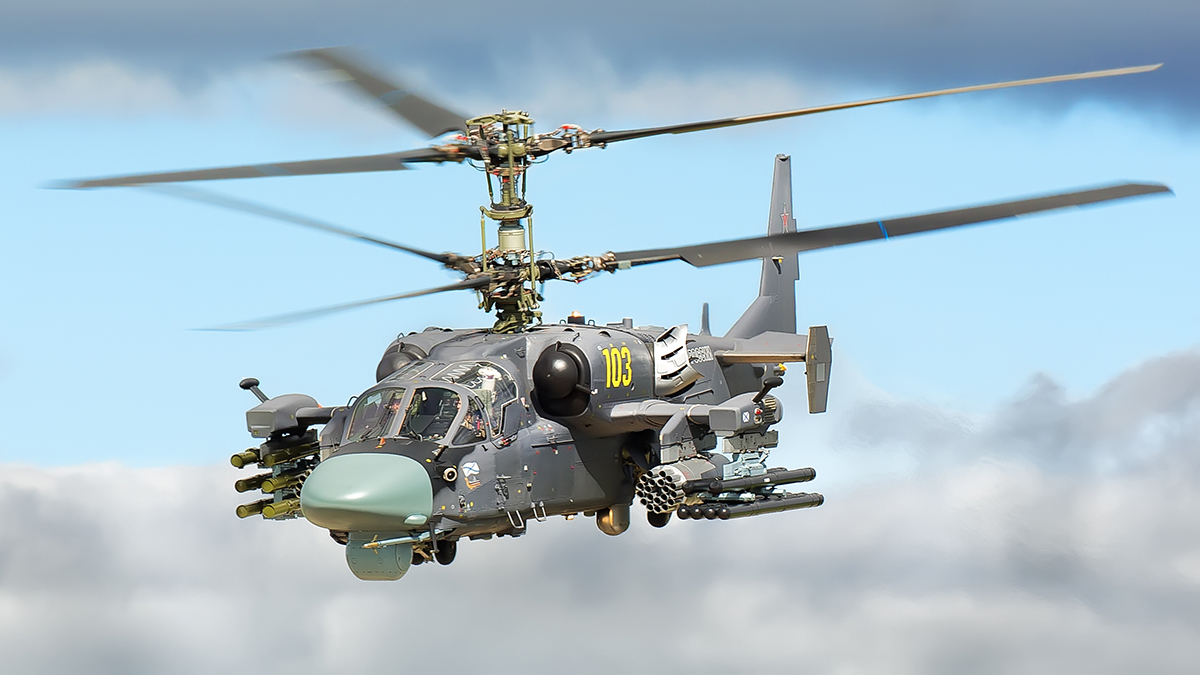
Rysk Kamov Ka-52

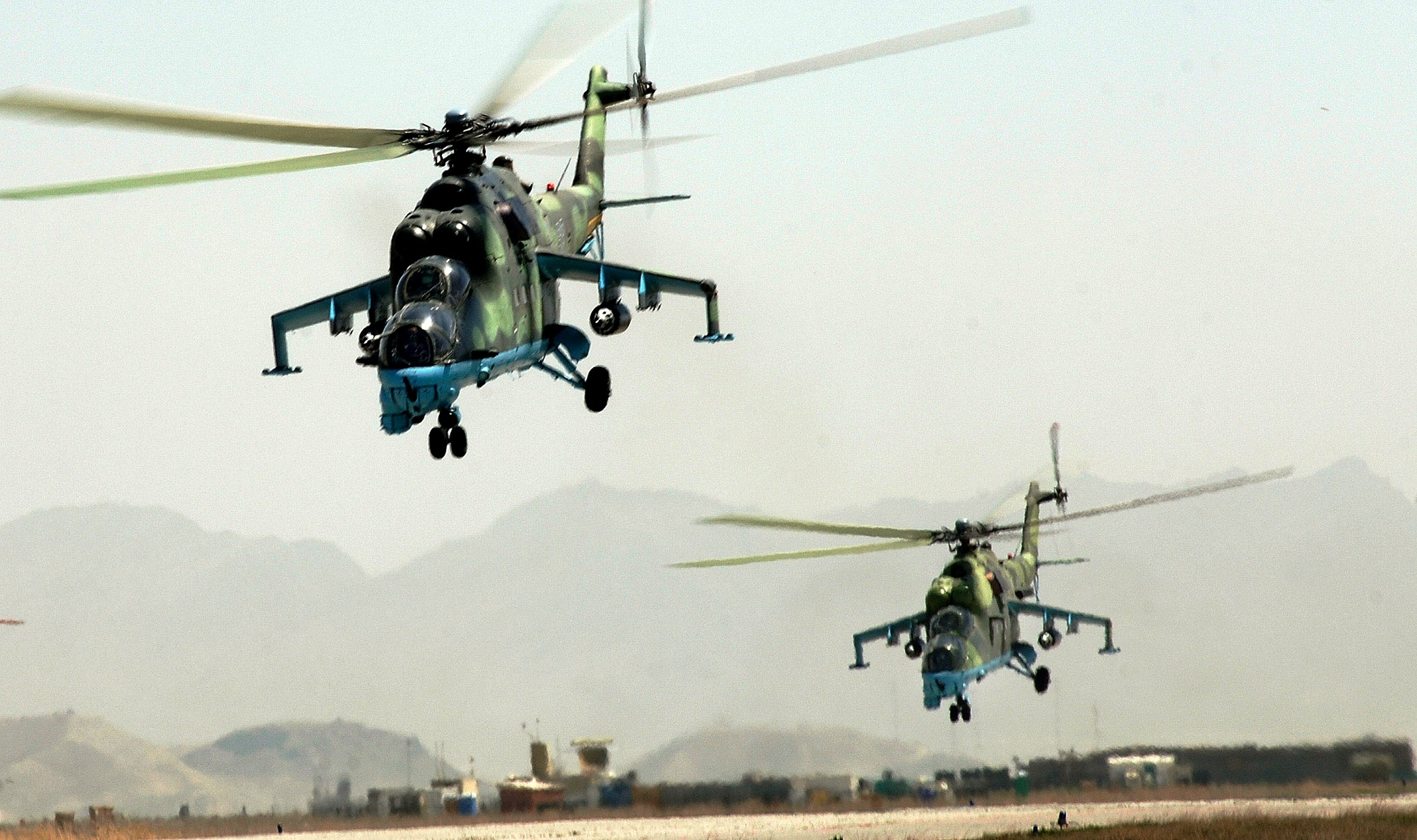
Afghanska attackhelikoptrar av typen Mi-24.

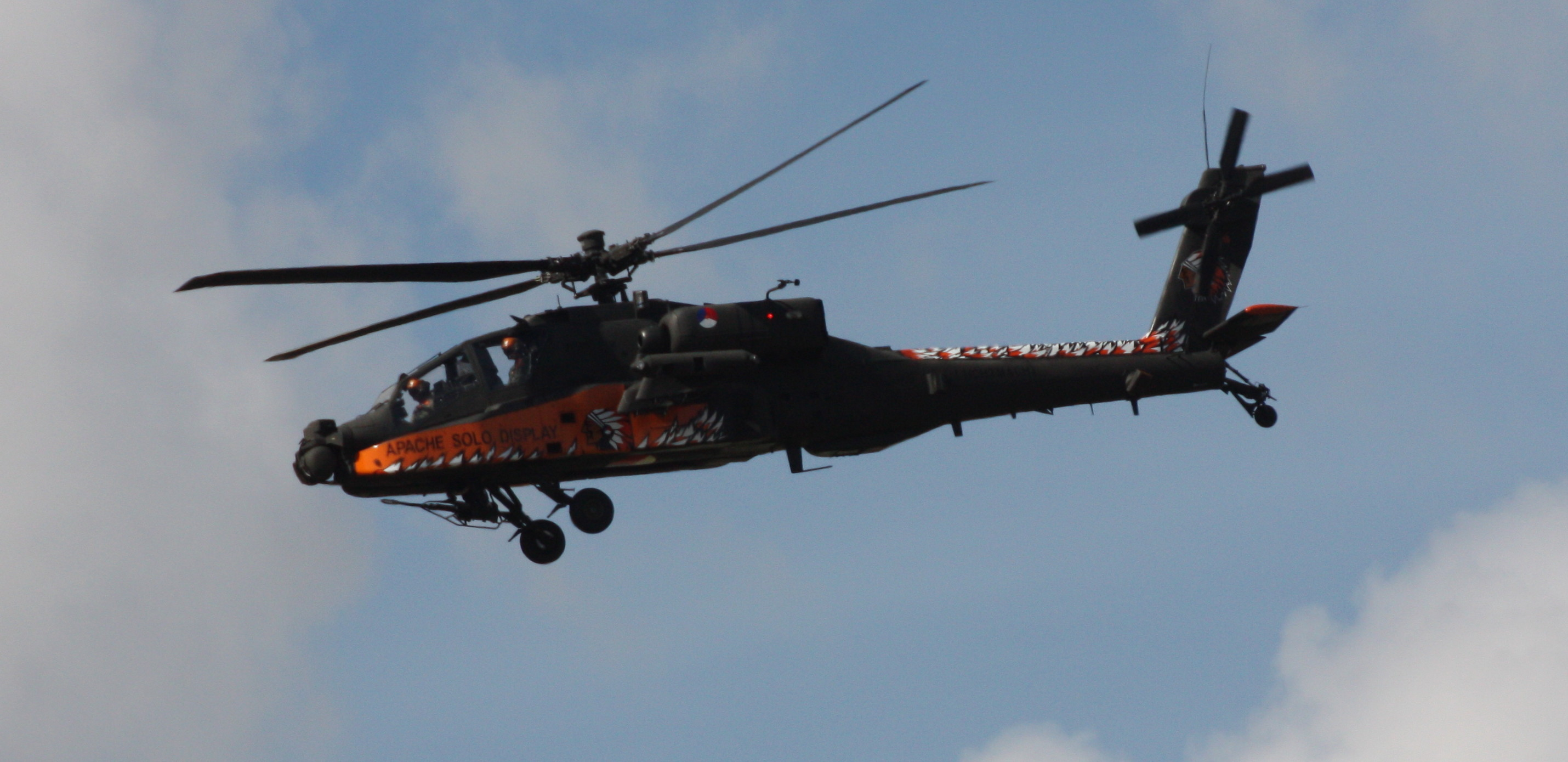
Boeing AH-64 Apache Longbow, utvecklad för USA:s armé, är ett bra exempel på en modern attackhelikopter.

Attackhelikopter (militärförkortning: ahkp) är en tungt beväpnad och bepansrad militärhelikopter avsedd att användas för luftangrepp, pansarvärn, markunderstöd med mera. Vanliga vapen hos attackhelikoptrar består av attackraketer, attackrobotar, kulsprutor och automatkanoner med mera, ibland även bomber. Skydd utgörs av pansar och skottsäkert glas runt sittbrunnen och maskinens känsliga delar, internt brandskydd och brandsläckningssystem, varningssystem såsom laser- och radarvarnare, samt olika sorters motmedel såsom IR-facklor, radarremsor, rökkastare och andra störningssystem.
Utvecklingen av attackhelikoptern som ett tungt markunderstöds började på 1960-talet i bland annat USA. Under Vietnamkriget användes helikoptrar för första gången i strid i större skala. De utvecklades som ett komplement till attackflygplan som med jetåldern hade blivit för snabba för att ordentligt utföra vissa typer av attackföredrag, såsom markunderstöd med mera.

## Stridshelikoptrar

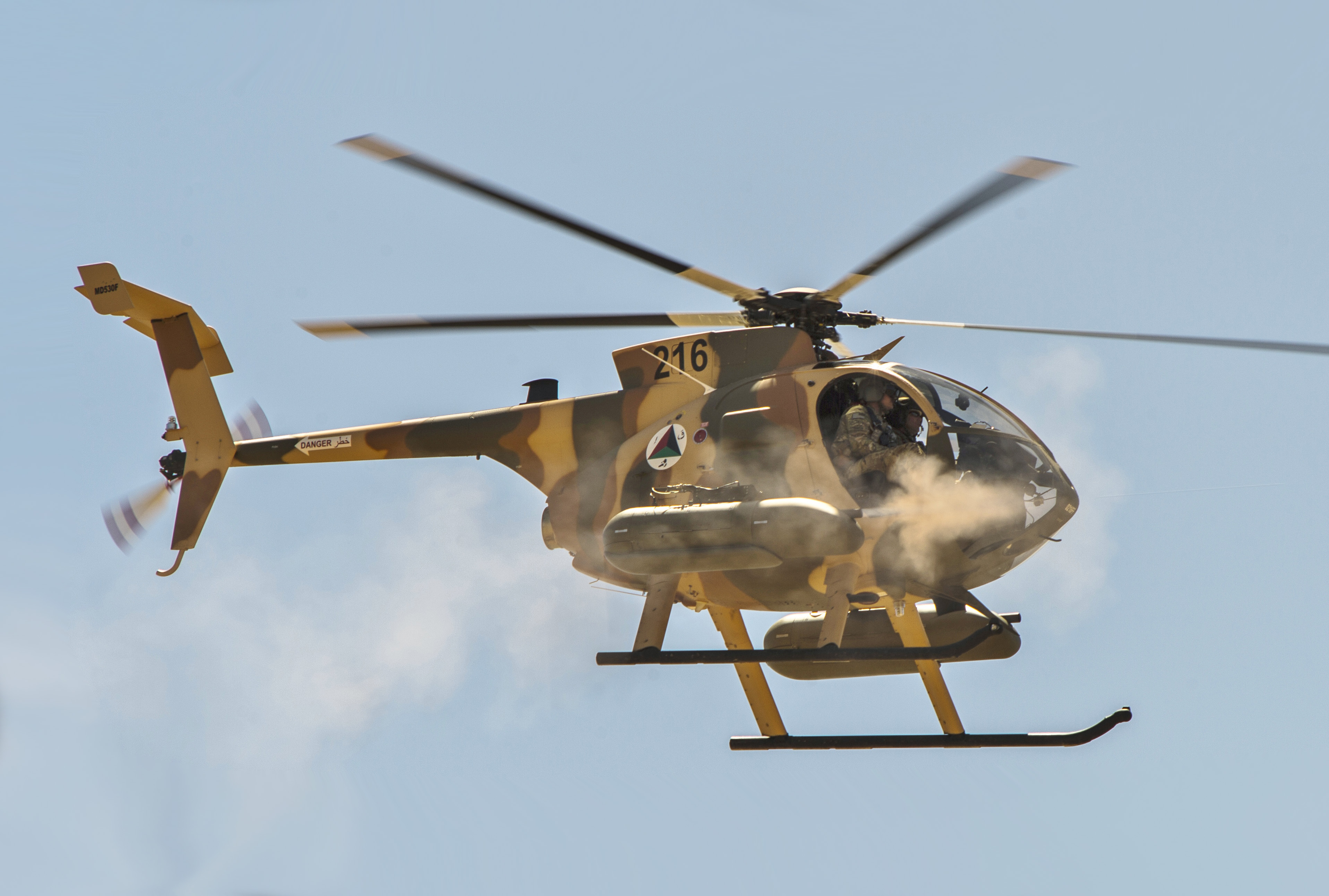
En afghansk MD-530F Cayuse Warrior-helikopter med två vapenkapslar beväpnade med varsin FN M3P 12,7 mm tung kulspruta.

En stridshelikopter är en helikopter som ursprungligen ej är byggd enbart för att vara vapenbärare. Under åren har många vanliga militära helikoptrar kunnat montera rörliga kulsprutor på sidorna om passagerarutrymmet men idag har det även blivit mycket vanligt att man kan montera på vapenkapslar som håller allt från kulsprutor och automatkanoner till raketer och robotar.
Det har även hänt att helikoptrar har modifierats med raketer, bomber och kulsprutor i fält för att fylla rollen som strids- eller attackhelikopter.

### Stridshelikoptrar i Sverige
I Sverige har det inte funnits några riktiga stridshelikoptrar. I bästa fall har man skjutit med lätta kulsprutor som ksp 90 ut ur passagerarutrymmet.
Dock har man använt Helikopter 4 för fällning av torpeder och sjunkbomber.

### Webbkällor
- https://lantvarnet.wordpress.com/2013/11/27/nagonstans-i-sverige-helikopter-9/
- http://www.thedrive.com/the-war-zone/8072/during-the-vietnam-war-the-u-s-army-turned-hueys-into-mad-bombers
- https://www.aef.se/Flygvapnet/Notiser/Helikoptrar/Hkp-4.htm